# Capture du navire à vapeur Rímac
Guerre du Pacifique
Batailles
Campagne navale
- Chipana
- Iquique
- Punta Gruesa
- Antofagasta (1re)
- Antofagasta (2e)
- Rímac
- Angamos
- Pilcomayo
- Arica (1re)
- Arica (2e)
- Callao

Campagne terrestre
- Topáter
- San Francisco
- Tarapacá
- Los Ángeles
- Alto de la Alianza (Tacna)
- Arica
- Chorrillos
- Miraflores
- Lima
- San Pablo
- Pachia
- La Concepción
- Huamachuco

La Capture du navire à vapeur Rímac, fut l'une des actions de la Guerre du Pacifique (1879-1884) entre le Chili et le Pérou se déroulant le jeudi 23 juillet 1879 . Ce combat a été mené par le monitor péruvien Huáscar et la corvette Unión pour la capture du transport chilien Rímac loué à la Compañía Sud Americana de Vapores. Cet acte a conduit à la démission du contre-amiral chilien Juan Williams Rebolledo.

## Combat

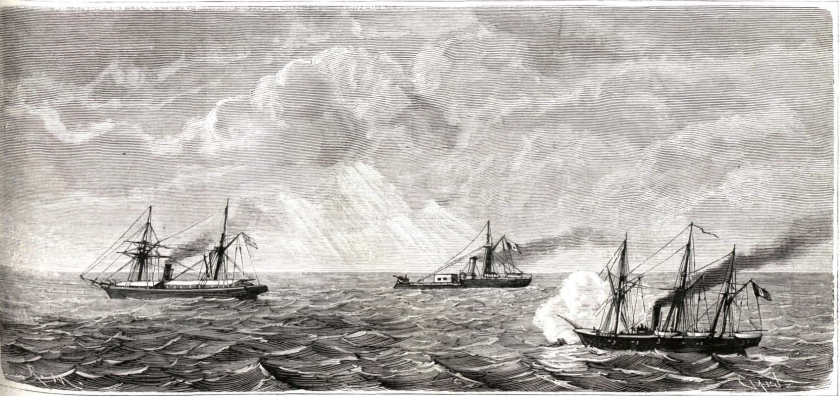
Vue d'artiste du transport Rímac capturé par le Huáscar et l' Unión d'après une gravure publiée dans La Ilustración Española y Americana (1879).

Le Rímac était sous le commandement du capitaine allemand Pedro Lautrup, son commandant civil avant la guerre. Le capitaine de frégate Ignacio Luis Gana voyageait sur le bateau à vapeur en tant que passager, et il ne pouvait prendre le commandement du navire que lorsque l'ennemi se présentait. Le Rímacs'est rapproché pour reconnaître la fumée détectée, qu'il pensait être l' Almirante Cochrane. Reconnaissant une corvette péruvienne (initialement considérée comme la canonnière Pilcomayo, un navire plus lent que le Rímac) à 4 miles de distance, Lautrup céda le commandement à Gana, conformément à son contrat, changea d'abord de cap et tenta de se mettre à couvert dans le port voisin d'Antofagasta. 
L' Unión a hissé le drapeau péruvien et a tiré un coup à blanc, en réponse à un tir du Rímac, qui était très court, puisque sa portée n'était que de 810 m. Les marins du Rímac, pour la plupart étrangers, se sont précipités à la cantine voulant enfoncer la porte, mais les Carabineros de Yungay sont intervenus pour imposer l'ordre. 
Le Rímac prend le large, mais lourdement chargé, il est rattrapé par l' Unión. Ils échangent des tirs et deux obus du canon Whitworth de 9 livres touche la poupe du Rímac et l'autre le pont, tuant un soldat et en blessant quatre.
Une fumée est aperçue vers le sud-est qui est vite identifiée comme le Huáscar. Celui-ci, à 4500 mètres tire avec son canon de 300 livres à 10 heures du matin. Le Rímac hisse le drapeau blanc pour se rendre et le régiment des Carabiniers de Yungay jettent leurs armes par-dessus bord.

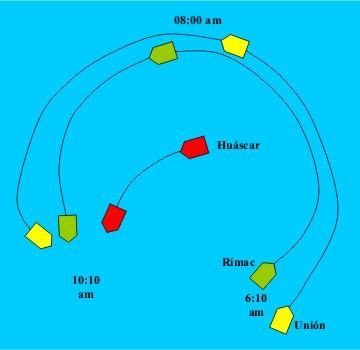
Croquis de la capture du Rímac

Il est capturé par le monitor Huáscar et la corvette Unión, au large d'Antofagasta, le 23 juillet 1879, alors qu'il transportait, dans sa seconde mission, le régiment des Carabineros de Yungay (258 hommes), 215 chevaux, un canon de 300 livres et de nombreuses armes, munitions et fournitures. Le Chili a dû payer 57.000 £ à la CSAV pour la perte du navire.
À 15h40, la prise de contrôle du Rímac a été achevée et tous les navires ont marché en convoi vers Arica, où ils sont arrivés le 25 juillet à 9h30. La nouvelle a été entendue le même jour à Lima par un télégramme du président Mariano Ignacio Prado et l'éditorial du journal El Comercio.